# Lưỡng tính (hóa học)
Trong hóa học, hợp chất lưỡng tính là một phân tử hoặc ion có thể phản ứng với cả acid và base. Nhiều kim loại (như kẽm, thiếc, chì, nhôm và beryli) tạo thành các oxide lưỡng tính hoặc hydroxide lưỡng tính. Tính lưỡng tính còn phụ thuộc vào trạng thái oxy hóa. Ví dụ Al2O3 là một oxide lưỡng tính.
Tiền tố của của từ amphoteric có nguồn gốc từ tiền tố Hy Lạp amphi-, có nghĩa là "cả hai". Trong hóa học, một hợp chất lưỡng tính là một chất có khả năng hoạt động như một acid hoặc một base. acid là chất cho proton (hoặc nhận cặp electron) còn base nhận proton. Cho nên chất lưỡng tính là chất vừa thể hiện tính acid vừa thể hiện tính base.
Các oxide kim loại phản ứng với cả acid cũng như bazơ để tạo ra muối và nước được gọi là oxide lưỡng tính. Chẳng hạn chì oxide và kẽm oxide.
Một loại trong nhóm hợp chất lưỡng tính là các phân tử amphiprotic, có thể cho hoặc nhận proton (H+). Các ví dụ bao gồm amino acid và protein, có các nhóm acid amin và acid carboxylic và các hợp chất tự ion hóa như nước.
Ampholyte là các phân tử có chứa cả nhóm acid và nhóm base, tồn tại chủ yếu dưới dạng lưỡng cực (zwitterions) trong khoảng pH nhất định. Độ pH có điện tích phân tử trung bình bằng 0 được gọi là điểm đẳng điện của phân tử. Ampholyte được dùng để duy trì độ pH ổn định trong phương pháp điện di đẳng điện.

## Từ nguyên
Amphoteric có nguồn gốc từ tiếng Hy Lạp amphoteroi  (ἀμφότεροι) có nghĩa là "cả hai". Các từ liên quan trong hóa học acid-base là amphichromatic và amphichroic, cả hai từ này đều mô tả các chất chỉ thị acid-base tạo màu khi phản ứng với acid và chuyển màu khác khi phản ứng với base.

## Phân tử lưỡng tính
Theo thuyết Bronsted-Lowry về acid và base: acid là chất cho proton và base là chất nhận proton. Một phân tử lưỡng tính (hoặc ion) có thể cho hoặc nhận một proton, do đó hoạt động như một acid hoặc một base. Nước, amino acid, ion hydro carbonat (ion bicarbonat) và ion hydro sulfat (ion bisulfat) là những ví dụ phổ biến của các chất lưỡng tính. Vì chúng đều có nguyên tử hydro, có thể cho proton thể hiện tính acid. Ngoài ra, chúng có thể hoạt động như một base nên chúng là chất lưỡng tính.

### Ví dụ:
Một ví dụ phổ biến của một chất lưỡng tính là ion hydro carbonat, có thể hoạt động như một acid:
{\displaystyle {\ce {HCO3^- + H^+ -> CO2 + H2O}}}
hoặc dưới dạng base:
{\displaystyle {\ce {HCO3^- + OH^- -> CO3^2- + H2O}}}
Do đó, nó có thể cho hoặc nhận một proton.
Nước là ví dụ phổ biến nhất, hoạt động như một base khi phản ứng với một acid như hydro chloride:
{\displaystyle {\ce {H2O + HCl -> H3O^+ + Cl^-}}}
và hoạt động như một acid khi phản ứng với một base như amonia:
{\displaystyle {\ce {H2O + NH3 -> NH4^+ + OH^-}}}

### Không phải tất cả các chất lưỡng tính đều cho hoặc nhận proton
Hiển nhiên một hợp chất có thể cho hoặc nhận proton là chất lưỡng tính, nhưng điều ngược lại là không đúng. Ví dụ, oxide kim loại ZnO không chứa hydro và không thể cho một proton. Thay vào đó, nó là một acid Lewis có nguyên tử Zn nhận một cặp electron từ gốc OH-. Các oxide và hydroxide kim loại khác được đề cập ở trên cũng có vai trò như acid Lewis chứ không phải là acid Bronsted.

## Oxide lưỡng tính và hydroxide[4]

### oxide lưỡng tính
Kẽm oxide (ZnO) phản ứng với cả acid và base:
- Trong acid: {\displaystyle {\ce {ZnO + H2SO4 -> ZnSO4 + H2O}}}
- Trong base: {\displaystyle {\ce {ZnO +2NaOH +H2O ->Na2[Zn(OH)4]}}}

Phản ứng này có thể được sử dụng để tách các cation khác nhau, chẳng hạn như kẽm (II) hòa tan trong base từ mangan (II) không hòa tan trong base.
Chì oxide (PbO):
- Trong acid: {\displaystyle {\ce {PbO + 2HCl ->PbCl2 + H2O}}}
- Trong base: {\displaystyle {\ce {PbO +2NaOH +H2O ->Na2[Pb(OH)4]}}}

Nhôm oxide (Al2O3)
- Trong acid: {\displaystyle {\ce {Al2O3 + 6HCl -> 2AlCl3 + 3H2O}}}
- Trong base: {\displaystyle {\ce {Al2O3 +2NaOH +3H2O ->2Na[Al(OH)4]}}} (hydrat natri aluminat)

Thiếc(II) oxide (SnO)
- Trong acid: SnO +2 HCl ⇌ SnCl 2 + H2O
- Trong base: SnO + 4NaOH + H2O ⇌ Na4[Sn(OH)6]

Một số nguyên tố khác cũng tạo thành oxide lưỡng tính là gali, indi, scandi, titani, zirconi, vanadi, chromi, sắt, cobalt, đồng, bạc, vàng, germani, antimon, bismuth, và teluri.

### Hydroxide lưỡng tính
Nhôm hydroxide cũng là chất lưỡng tính:
- Là một base (trung hòa một acid): Al(OH)3 + 3HCl → AlCl3 + 3H2O
- Là một acid (trung hòa một base): Al(OH)3 + NaOH → Na[Al(OH)4]

Beryli hydroxide
- với acid: Be(OH)2 + 2HCl → BeCl2 + 2H2O
- với base: Be(OH)2 + 2NaOH → Na2[Be(OH)4].[5]